# Akihiro Tabata
Akihiro Tabata (田畑 昭宏 Tabata Akihiro?, nacido el 15 de mayo de 1978 en Saitama) es un exfutbolista japonés. Jugaba de defensa y su último club fue el Consadole Sapporo de Japón.

## Trayectoria

### Clubes
| Club                | País  | Año         |
| ------------------- | ----- | ----------- |
| Urawa Reds          | Japón | 1997 - 2001 |
| JEF United Ichihara | Japón | 2001 - 2002 |
| Consadole Sapporo   | Japón | 2003 - 2005 |